# Miniopterus newtoni
Miniopterus newtoni és una espècie de ratpenat de la família dels minioptèrids. És endèmic de l'illa de São Tomé (São Tomé i Príncipe). El seu hàbitat natural són els boscos i plantacions. Es desconeix si hi ha cap amenaça significativa per a la supervivència d'aquesta espècie.
Fins fa poc se'l considerava un sinònim de M. minor.